# Arquitectura de Maracaibo

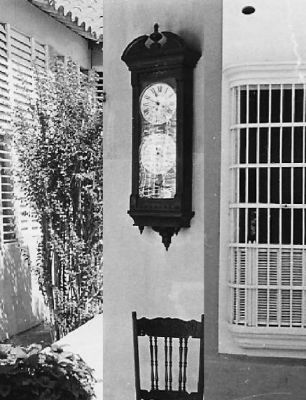
Casa de la Libertad de Maracaibo. Inmueble histórico del. Construcción de huella colonial

La arquitectura de la ciudad de Maracaibo (Venezuela) tiene una historia rica y variada, en la cual se desarrollaron estilos propios, sobre todo en las viviendas populares y edificios públicos. Actualmente la ciudad cuenta con excelentes exponentes de diversas épocas y estilos locales y regionales, diversas obras arquitectónicas, de ingeniería civil y unidades urbanísticas cuentan con estatus patrimonial nacional o estatal. A pesar de ello, algunas obras emblemáticas han sufrido pérdidas estructurales y materiales, o han desaparecido por completo como consecuencia del desuso, la falta de mantenimiento y por la ejecución de políticas de modernización y ampliación de las vías de transporte automotor en el centro histórico de la ciudad.

## Arquitectura indígena
En Maracaibo no quedan vestigios de construcciones indígenas originales previas a la colonización, pero si existen ejemplos de viviendas palafíticas post-coloniales.
Dentro de los predios de la ciudad se encuentra Santa Rosa de Agua, uno de los pueblos de agua más importantes del Lago de Maracaibo. Este conjunto arquitectónico consta de numerosas viviendas y edificaciones construidas sobre pilares de madera y conectadas por redes de caminerías de madera y canales de navegación.

## Arquitectura colonial

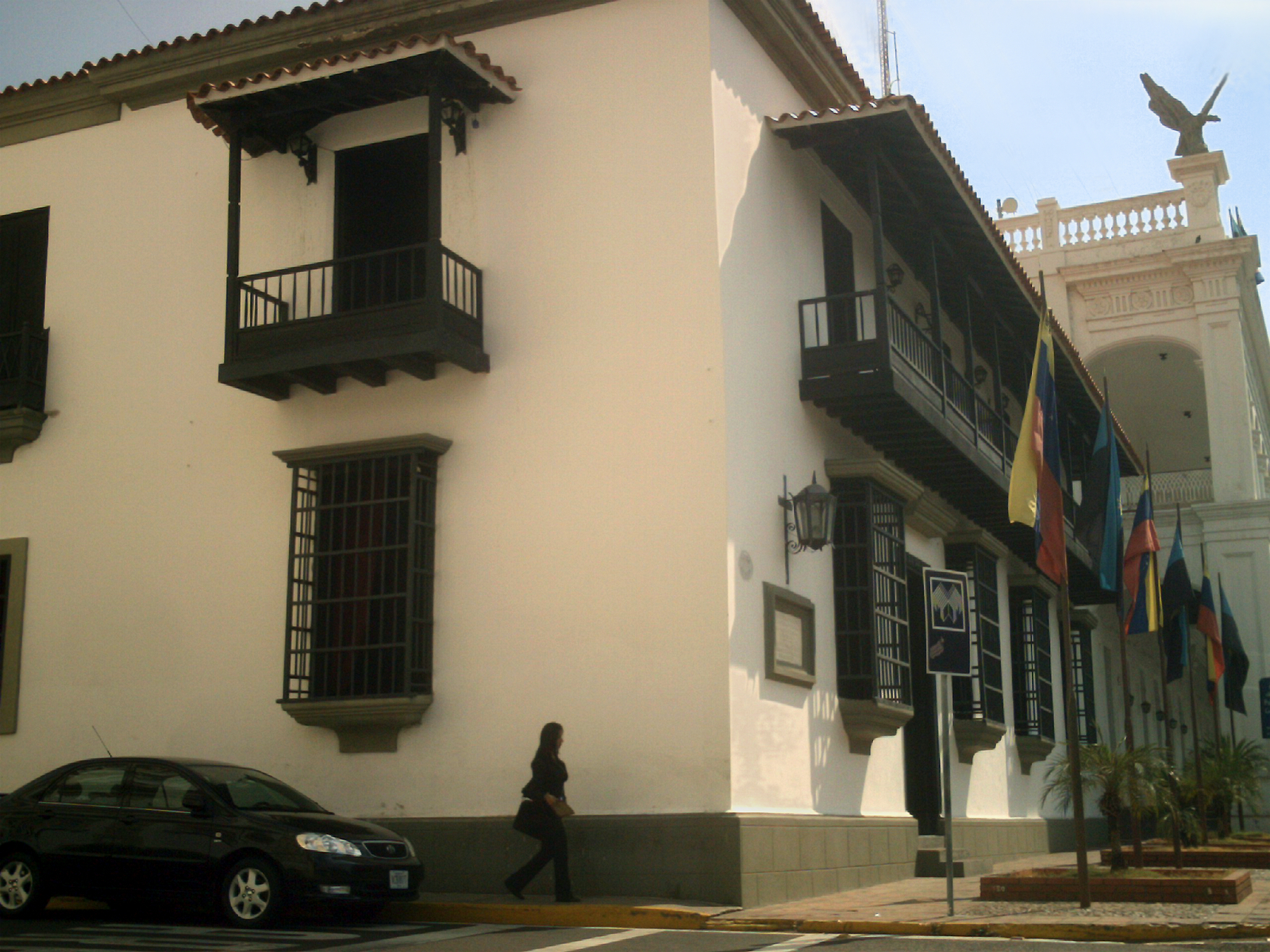
Casa de la Capitulación en Maracaibo, exponente de la arquitectura colonial de la ciudad

En la ciudad se pueden observar algunas muestras importantes de la arquitectura colonial. La Casa de la Capitulación conocida erróneamente como "La casa Morales", decimos erróneamente porque en efecto allí vivió Morales pero por el hecho histórico que debe ser recordada es por la Firma del Acta de Capitulación, construida en el siglo XVIII junto a la plaza principal de la ciudad (hoy plaza Bolívar) y ubicada al lado del actual Palacio de Gobierno, es la mejor muestra de arquitectura residencial colonial.

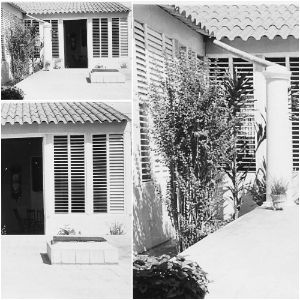
Plano general del aljibe de la Casa de la Libertad de Maracaibo, donde se recogía el agua de lluvia para el uso doméstico

Fue residencia habitual de los gobernadores españoles en la ciudad y escenario de la firma del Tratado de Capitulación después de la Batalla naval del Lago de Maracaibo en 1823. Es considerada Monumento Histórico Nacional y Monumento Municipal.
Por otro lado la iglesia de Santa Ana y el templo del Santo Cristo de Aranza son ejemplos de la arquitectura religiosa de los siglos XVII y XVIII. Junto al templo de Santa Ana se encuentra el Hospital Central Doctor Urquinaona, una edificación del siglo XVII que fue sede del primer hospital de la ciudad, conocido como la Casa de la Beneficencia.
Otro exponente es la Casa de la Libertad de Maracaibo, ubicada en la Calle Carabobo. Fue sede temporal del Concejo Municipal y del ícono de la prensa zuliana el Diario El Fonógrafo. Por su diseño y sus dimensiones se aproxima a lo que se conoce como “Caserón de Huella Colonial”. Fue edificada por maestros de albañilería, en su tiempo llamados Alarifes, que fueron los arquitectos de la era colonial Hispanoamericana.

## Época republicana

### Arquitectura popular autóctona
Probablemente a principios o mediados del siglo XIX se empezó a desarrollar un estilo de vivienda autóctono adaptado a las condiciones ambientales de la ciudad. Las viviendas maracaiberas destacan de las viviendas de otras regiones del país por la incorporación de varios detalles estructurales que permitieron mitigar los efectos del calor, y detalles decorativos que permitieron acentuar el ingenio individual dentro de un estilo urbanístico uniforme y característico. El desarrollo de dos grandes unidades residenciales (El Empedrao y El Saladillo) con un marcado estilo autóctono dio un carácter pintoresco a la ciudad a finales del siglo XIX y principios del siglo XX.

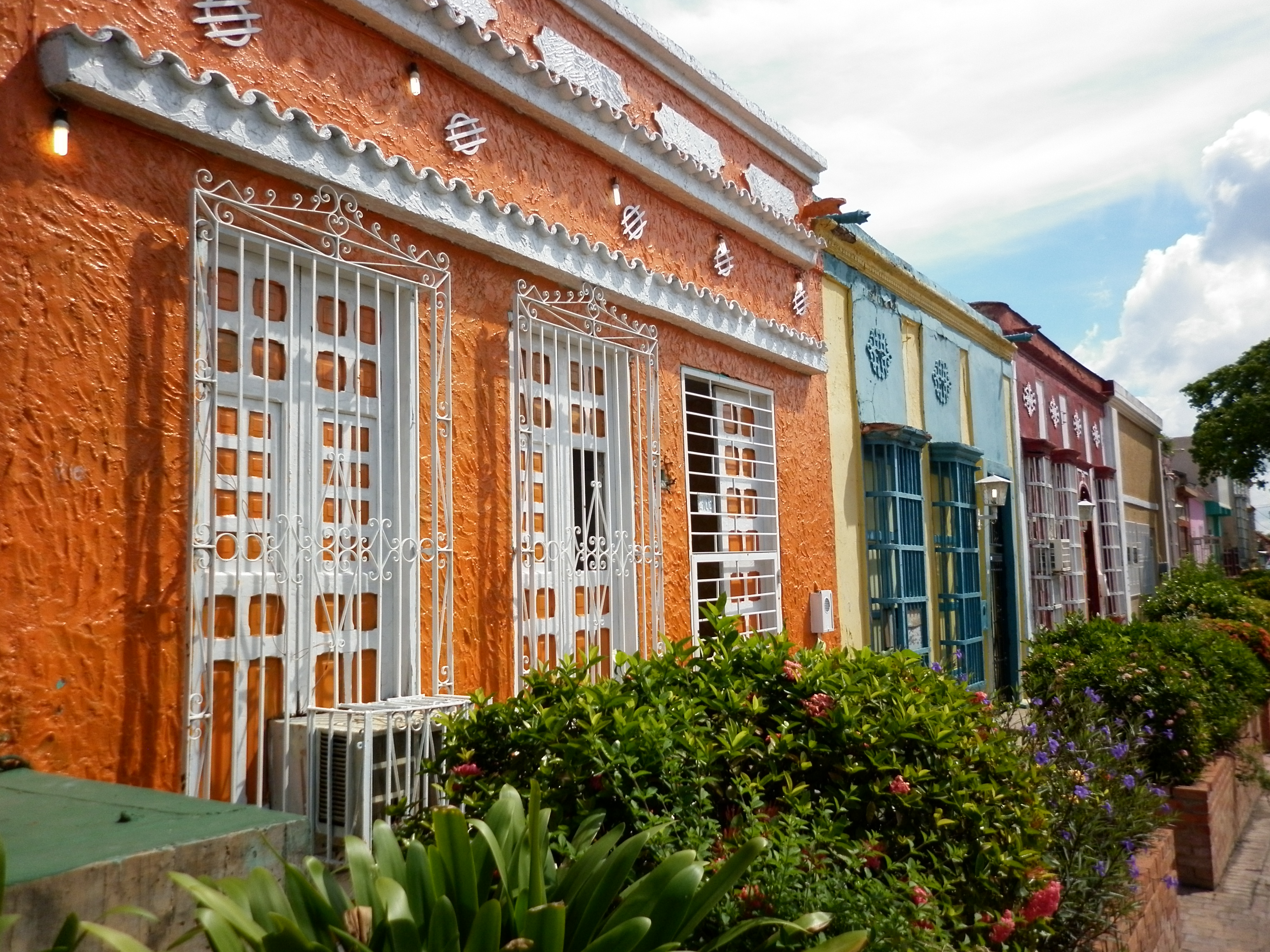
Casas del barrio "Santa Lucía" de Maracaibo, conocido popularmente como “El Empedrao” por sus calles de piedra

### Edificaciones públicas
Destaca el palacio de gobierno, conocido popularmente como Palacio de las Águilas o Palacio de los Cóndores construido entre 1841 y 1868.

### Edificaciones comerciales
Anexo:Rascacielos de Maracaibo

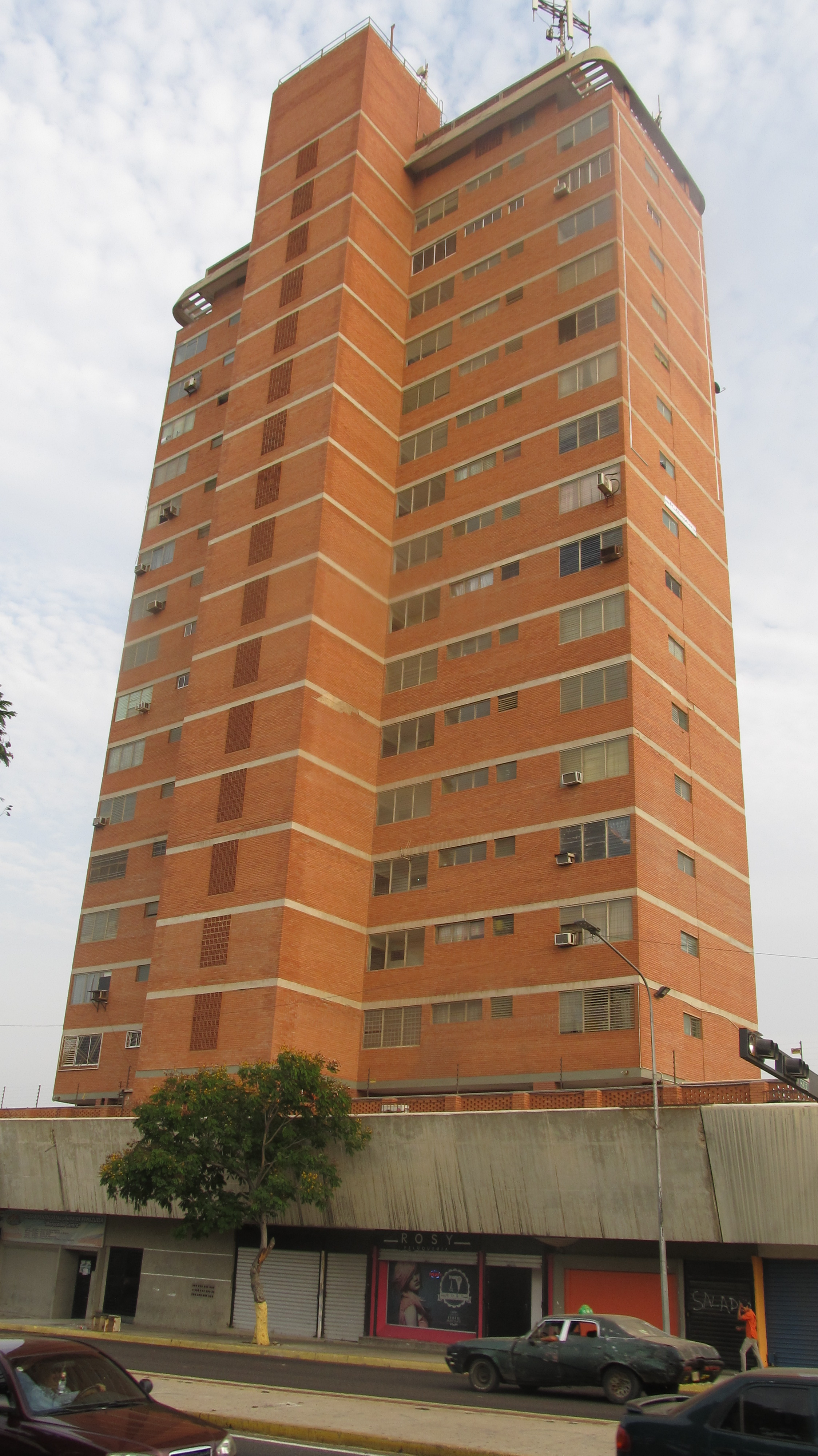
Edificio Padilla, ubicado en el centro de Maracaibo

Varias casas comerciales edificaron sus sedes en los alrededores de la plaza Baralt y a escasos metros del puerto de la ciudad, fueron el motor del desarrollo de las actividades comerciales y bancarias de Maracaibo.

## El desarrollo urbano a principios de la era petrolera
Entre finales del siglo XIX y principio del siglo XX varios edificios importantes de la ciudad fueron reemplazados por nuevas edificaciones. Este afán reformador, impulsado en gran parte por el ejecutivo regional, se debió en parte a la necesidad de adecuar y modernizar los espacios públicos como el teatro y el mercado municipal, pero también al interés político de invertir los recursos de la bonanza petrolera en obras emblemáticas.
Paralelo al impulso del sector público, también se desarrolló una gran inversión privada, auspiciada por las antiguas casas comerciales y las florecientes empresas petroleras. Las fachadas de la ciudad se remodelan gracias a la reconstrucción de varios edificios en la zona central, y la fundación de colonias o campos petroleros en las afueras de la misma. A medida que avanza el siglo XX el centro económico de la ciudad se desplaza del centro portuario hacia las periferias administrativas e industriales.

### El aporte de León Jerome Hoet

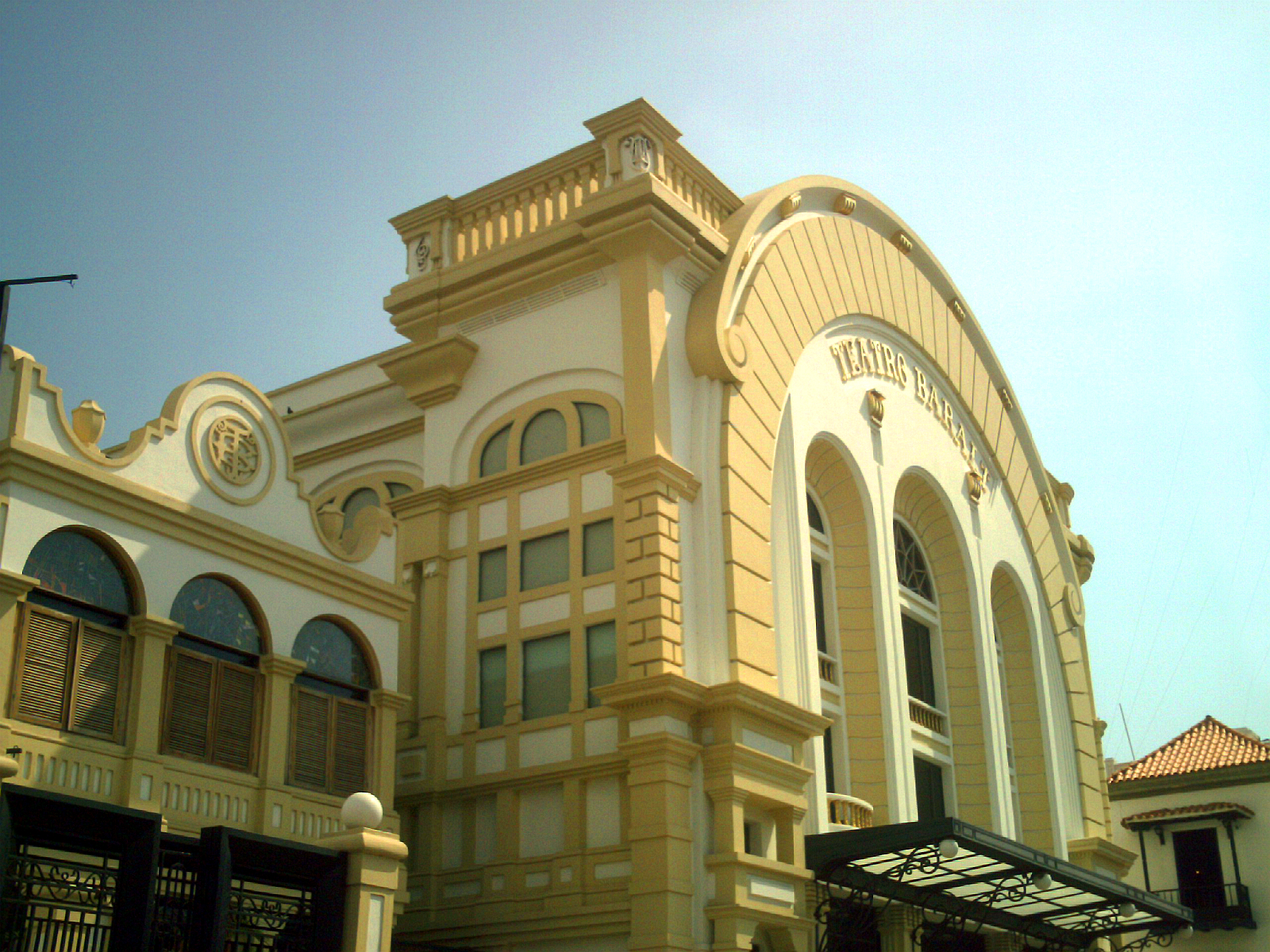
La actual sede del teatro Baralt fue construida entre 1930 y 1932, y restaurada a partir de 1985

El ingeniero de origen belga León Achiel Jerome Hoet (o León Jerome Höet) contribuyó a definir el estilo de las edificaciones públicas de las primeras décadas del siglo XX en Maracaibo. Entre los años de 1920 y 1940 participa en diversas obras arquitectónicas y de ingeniería civil, incluyendo el emblemático Teatro Baralt, el Mercado Municipal a orillas del Lago, y el conjunto Proinfancia.
El 21 de julio de 1927 un incendio destruye el antiguo Mercado Principal de Maracaibo y el gobierno regional decide encargar una estructura de hierro prefabricada a empresas europeas. El trabajo de ensamblaje de la estructura fue dirigido por el ingeniero Hoet junto a otros ingenieros alemanes que fungieron como supervisores de montaje. La obra se construyó entre julio de 1928 y finales de 1930.

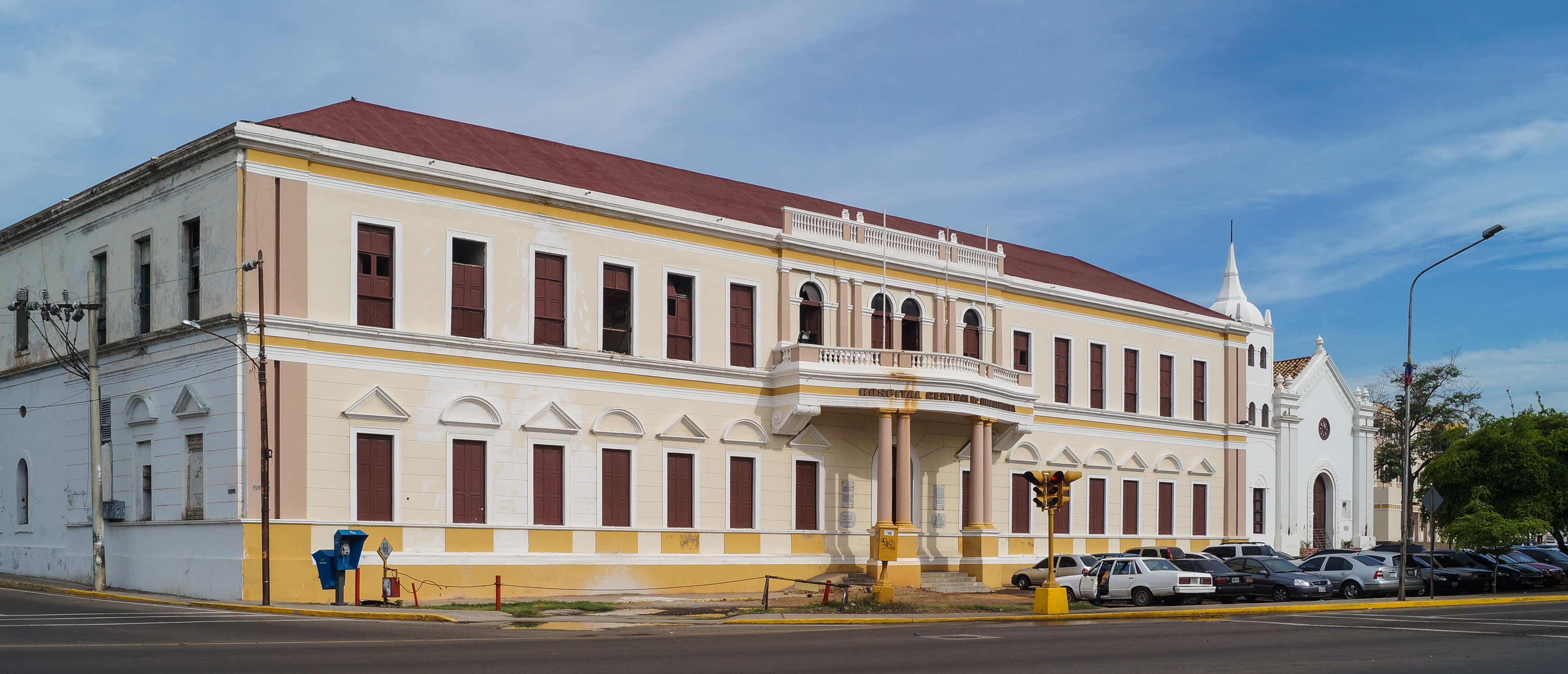
Hospital Central de Maracaibo e iglesia de Santa Ana, en el centro de la ciudad

En 1928 el gobierno regional decide demoler el antiguo Teatro Municipal (construido en 1883), y solicita al ingeniero de origen alemán Heinrich Eichner el diseño de un proyecto monumental para el nuevo teatro. Sin embargo, el proyecto no es aprobado por el ejecutivo nacional, y se decide comenzar un proyecto menos ambicioso que utilice las bases del edificio demolido. El nuevo proyecto es diseñado y ejecutado por el ingeniero Hoet y constituye su primera propuesta arquitectónica, la cual resulta en una combinación sui generis de elementos del Art Nouveau y del repertorio clásico. La decoración interna, inspirada en elementos de Art déco, quedó a cargo del pintor maracaibero Antonio Angulo. El edificio fue inaugurado en 1932.
En ocasión de conmemorar el Centenario de la Muerte del Libertador, el gobierno regional emite un decreto para establecer un Instituto Pro-Infancia que agrupe varios institutos benéficos de la ciudad. El diseño del proyecto queda a cargo de Hoet, y su construcción es dirigida por el mismo (1930) y por el ingeniero José Gilberto Belloso (1931). La obra fue inaugurada en 1932, pero no fue culminada hasta 1938.

### Arquitectura petrolera

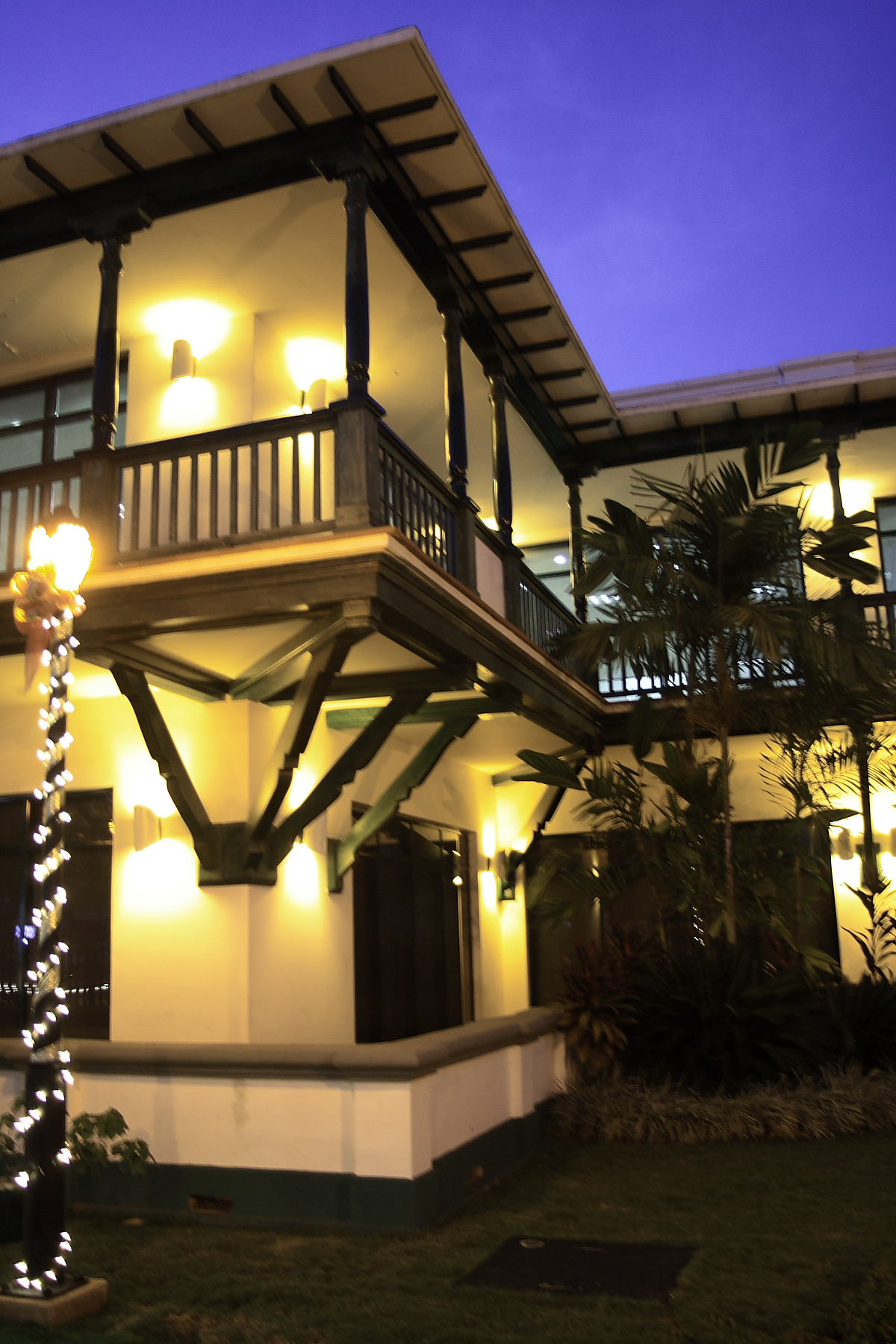
Detalle del edificio "Las Laras", adornado e iluminado en diciembre de 2007

La Colonia Las Delicias fue desarrollada como un campamento de enclave de la compañía petrolera Caribbean Shell. En un espacio de unas 18 cuadras o manzanas se integraban conjuntos residenciales y edificios administrativos. Destacan los edificio Las Laras y Chaguaramos con elementos arquitectónicos neo-coloniales y neoclasicistas de principios de siglo, el edificio Enelven de la década de los 50, la actual sede del Centro Médico de Occidente (originalmente Caribbean Hospital de la Shell), la Segunda Iglesia Presbiteriana y el Colegio Claret.
El edificio Las Laras fue declarado Monumento Histórico Nacional en 1991 y Patrimonio Histórico de la ciudad de Maracaibo en 1992. En los últimos años fue restaurado y sirvió nuevamente de sede de la compañía Shell en Maracaibo, posteriormente a una empresa mixta entre Shell y PDVSA, y actualmente se ha convertido en un espacio cultural del circuito PDVSA -- La Estancia.

## La ciudad contemporánea

### Complejos culturales
- MACZUL, y proyectos de rescate de construcciones patrimoniales.

### Complejos universitarios
- La ciudad universitaria de LUZ.

### Complejos deportivos
- Complejo polideportivo de Maracaibo, Estadio Alejandro Borjes.

### Obras de ingeniería moderna
- Puente General Rafael Urdaneta

### Obras civiles
Urbanización Santa Isabel

### Centros comerciales
- Centro Comercial Lago Mall
- Sambil Maracaibo
- Doral Center Mall
- Centro Comercial Galerías
- Centro Comercial Metro Sol
- Mall Delicias Plaza
- Centro Comercial Delicias Norte
- Centro Comercial Costa Verde
- Centro Comercial Salto Ángel

### Clubes privados
- Casa D'Italia de Maracaibo
- Club Venezolano Alemán
- Club del Comercio
- Centro Gallego de Maracaibo
- Lago Maracaibo Club
- Club Náutico de Maracaibo
- Club Social y Deportivo El Tablazo
- Círculo Militar de Maracaibo
- Maracaibo Country Club
- Okinawa Country Club
- Los Andes Yacht Club
- Club Bella Vista

```
 Club Alianza.
 Centro Social Mara.
 Maracaibo Country Club.
```

### Obras civiles
En el Parque ECOturístico “Tierra de Sueños”, en la comunidad de Capitán Chico, del sector Santa Rosa de Agua, fue construido el puente peatonal con madera reutilizada más largo del mundo, batiendo el récord de todos sus antecesores al tener una longitud de 240 metros, fue diseñado para atravesar el último humedal de manglar rojo remanente en el borde costero de Maracaibo.